# Braccio di San Raineri

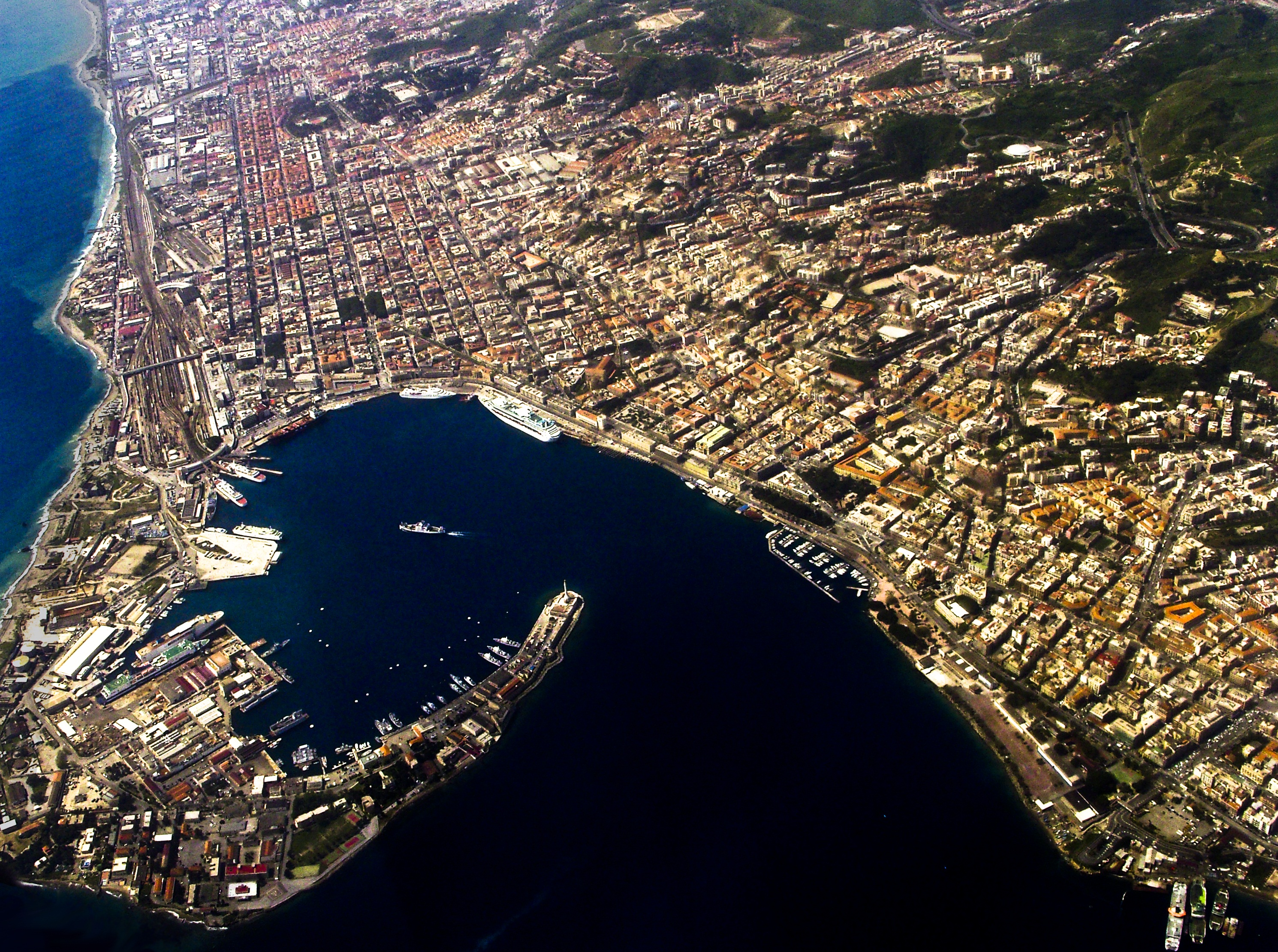
Messina e il braccio di San Raineri

Il braccio di San Raineri (anticamente isola di San Giacinto) è una penisola sabbiosa che cinge il porto storico della città di Messina, in Sicilia.
Gli storici greci antichi riferiscono che fu la sua caratteristica forma di falce a dare il nome Zancle al primo insediamento greco dell'odierna città di Messina, essendo Zanklon il termine che indicava la falce nella lingua sicula.
Su di esso sorgono i ruderi della Real Cittadella, la Torre della Lanterna del Montorsoli, il Forte del Santissimo Salvatore, e la stele votiva dedicata alla Madonna della Lettera, patrona della città. In passato essa ha ospitato il Lazzaretto ed il Cimitero degli inglesi. Oggi è per buona parte zona militare, essendo sede dell'Arsenale Militare. Alla sua base si trova il Molo Norimberga, che prende il nome dal Bastione Norimbergh della Real Cittadella, del quale ha preso in larga parte il posto.

## Mito
Secondo la mitologia, il braccio di San Raineri avrebbe avuto origine dalla falce lasciata cadere da Saturno.